# Lehnswesen

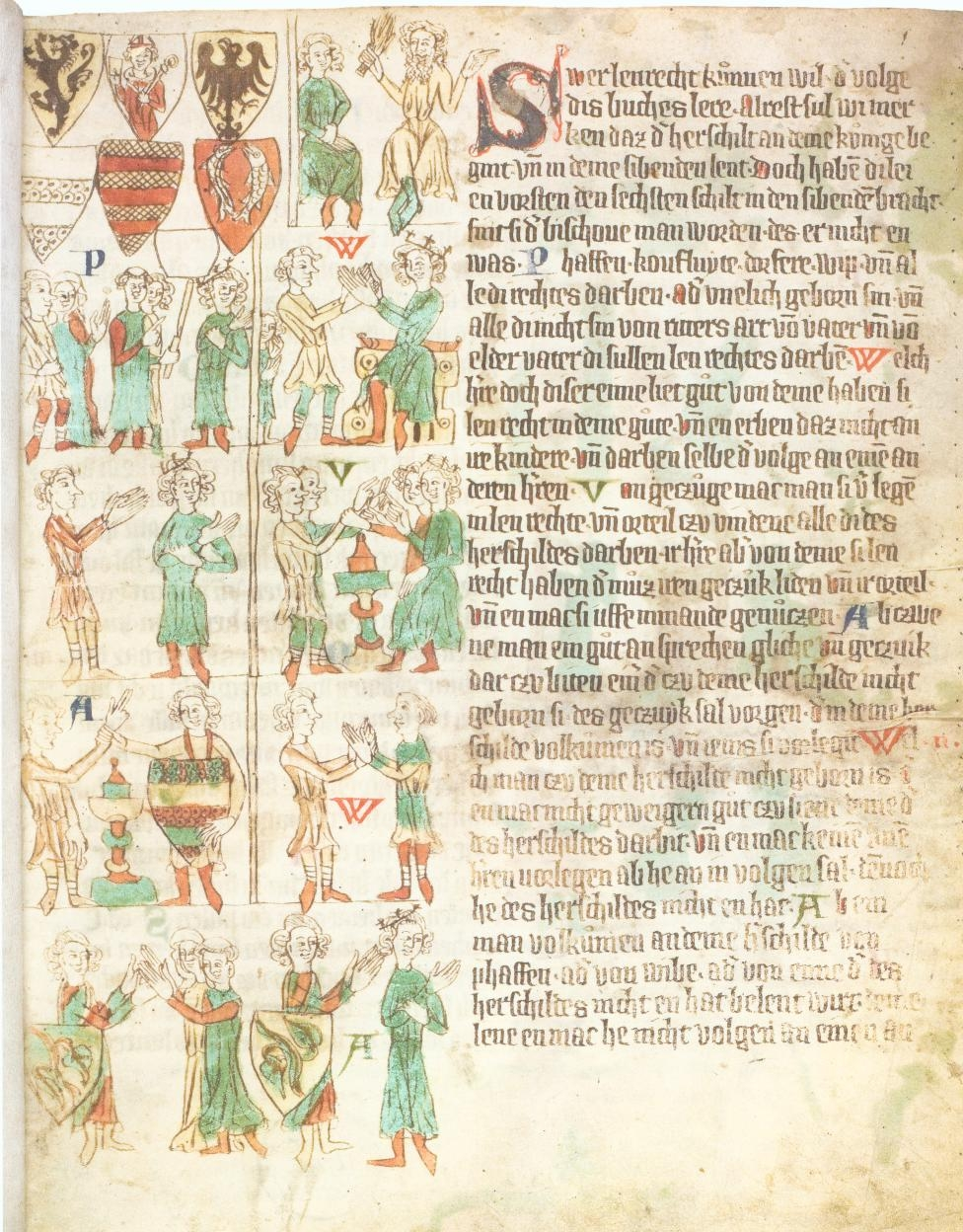
Die Heerschildordnung des Eike von Repgow bietet eine Standesgliederung der mittelalterlichen Gesellschaft, Heidelberg, Universitätsbibliothek, Cod. Pal. Germ. 164, fol. 1^{r}

Das Lehnswesen (auch Feudal- oder Benefizialwesen von lateinisch Feudum, Feodum oder Beneficium) war eine im mittelalterlichen Europa herausgebildete Gesellschafts-, Wirtschafts-, Rechts- und/oder Besitzordnung. Entsprechende Ordnungen existierten bereits seit dem 1. Jahrtausend v. Chr. im Chinesischen Adel verschiedener Dynastien unter der Bezeichnung Fengjian (封建).
Die Lehnsordnungen beruhten auf dem Recht, dass ein Lehnsherr Anderen, Vasallen oder Lehnsmännern, eine ihm gehörende Sache, das Lehen oder Lehnsgut, überließ. Als Gegenleistung musste der Lehnsmann dem Lehnsherrn militärische Gefolgschaft und politische Treue versprechen. Dazu schworen sie einander, nichts zum Schaden und alles zum Nutzen des Anderen zu tun.
Als Abbild der Rechtsbeziehungen wurde im 16. Jahrhundert die sogenannte Lehenspyramide entwickelt, die Lehnsherren und Vasallen in drei oder vier Hierarchieebenen ordnet. An der Spitze steht der Kaiser oder König, der Teile des Reichsguts als Kronlehen an seine Vasallen vergibt, mit denen diese wiederum ihre Unter- oder Aftervasallen belehnen. Die Basis bilden die unfreien Bauern. Das Lehen kann aus einem Territorium, einem Grundstück oder einem Komplex von Grundstücken bestehen, auf denen der Lehnsmann die Landes- oder die Grundherrschaft ausübt. Die Darstellung der Lehenspyramide ist nach Ansicht vieler Wissenschaftler zu wenig komplex, um die Realität gerade im Heiligen Römischen Reich abzubilden.
Die regionalen Rechtsgrundsätze über das Lehnswesen bildeten das Lehnrecht, kodifiziert in zum Beispiel dem lombardischen Libri Feudorum oder dem Sachsenspiegel. Das Lehnswesen war kennzeichnend für den Feudalismus und das politisch-ökonomische System des europäischen Mittelalters. Aber auch in anderen Kulturen, insbesondere in Japan (siehe Han für die Fürstenlehen und Samurai für die Lehnsleute), entstanden Strukturen, die sich mit dem europäischen Lehnswesen vergleichen lassen.
Seit den 1990er Jahren wird das Bild von einer lehnrechtlichen Prägung mittelalterlicher politischer und sozialer Strukturen von verschiedenen Forschern kritisiert. Bahnbrechend war hier Susan Reynolds; ihrer Meinung nach hätten bisherige Historiker eine erst im 16. Jahrhundert durch juristische Systematisierung entstandene Vorstellung von einer engen Verknüpfung von Vasallität und Lehen auf die Verhältnisse des Früh- und Hochmittelalters übertragen. An Dienste geknüpfte Vergabe von Land und Rechten sind bereits seit der Karolingerzeit belegt und seit dem Hochmittelalter lässt sich die Verbindung von persönlicher Abhängigkeit und geteilten Rechten an Grund als Lehnsbeziehung nachweisen. Aber beides war nicht zwangsläufig miteinander verbunden und das Lehnrecht stellte oft nur eine von verschiedenen Varianten dar, soziale Beziehungen zu definieren. Ein systematisiertes Lehnsrecht entwickelte sich erst ab Mitte des 12. Jahrhunderts, von Oberitalien ausgehend.

## Begriff

### Etymologie
Sprachlich hängt der Ausdruck Lehen mit leihen zusammen, bedeutet also so viel wie „geliehenes Gut“, während das Wort feudum nach Ansicht einiger Etymologen von lateinisch fides („Treue“), richtiger aber wohl von althochdeutsch feo („Vieh“ bzw. allgemeiner „Gut“) abzuleiten ist.
Das deutsche Wort für Benefizium ist Lehen, ahd. lêhan, mhd. lehen; seit dem 11. Jahrhundert sagte man auch feodum oder feudum. Dieses Wort ging aus einem älteren mittellateinischen feum, eigentlich feu-um hervor, dessen Stamm, das provenzalische feu, ital. fio, altfranz. fieu, latinisiert fium = Lehengut, Lehenzins, aus got. Faihu = Vermögen, Habe, ahd. fihu, feho, feo, nhd. Vieh entstanden ist.

### Bedeutung

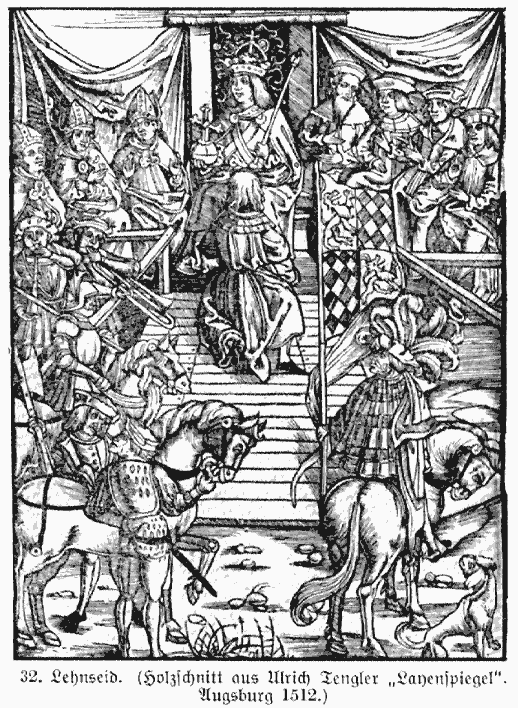
Holzschnitt aus Ulrich Tenglers „Laienspiegel“, „Deutsche Kultur des Mittelalters“, Augsburg 1512, Abnahme des Lehnseides

Unter Lehen verstand man ein Gut, das der Eigentümer einem anderen zur Nutzung überließ. Das war ursprünglich insbesondere ein Stück Land (mit Gebäuden), später auch ein politisches Amt oder ein vermögenswertes Hoheitsrecht (zu fischen, zu jagen, Steuern einzutreiben). Der Eigentümer (Lehnsherr) gab dieses Lehen unter der Bedingung gegenseitiger Treue in den zumeist erblichen Besitz des Berechtigten, der dadurch zum Lehnsmann wurde und aus dem Lehen seinen Lebensunterhalt bestritt. Die Belehnung stand in der Regel unter dem Vorbehalt des Anheimfalls an den Eigentümer.
Das Lehen beinhaltete ein ausgedehntes Nutzungsrecht an der fremden Sache, das zugleich zwischen dem Lehnsherren und dem Lehnsmann ein Verhältnis wechselseitiger Treue begründete. Das Wort beneficium bezeichnete dabei nicht nur die mit dem Lehen verbundenen Güter, sondern auch die damit verbundene Rechtsbeziehung. Durch das Lehen änderte sich also nicht das Eigentum, sondern nur der Besitz des Lehnsgutes. Eigentümer blieb der Lehnsherr. Neuer Besitzer und somit direkter Nutznießer und auch zuständig für Verwaltung und Pflege wurde der Lehnsmann. Die vom Lehnsmann geforderte Treue sollte sich insbesondere in militärischer und politischer Unterstützung ausdrücken. Die Verpflichtung des Lehnsmanns zum Kriegsdienst (Heeresfolge) blieb bis zur Einführung stehender Heere im 15. Jahrhundert von besonderer Bedeutung.
Der Lehnsherr (Lehnsgeber, lat. dominus feudi, senior) war meist der Landesherr. Der oberste Lehnsmann (Lehensnehmer, Lehnsträger oder -empfänger) war oft dessen Vasall (lat. vassus bzw. vasallus „Knecht“). Beide schworen einander den Lehnseid. Die dem Vasallen zustehende Berechtigung näherte sich im Lauf der Zeit dem tatsächlichen Eigentum so sehr an, dass man diese als nutzbares Eigentum (dominium utile) und das Recht des eigentlichen Eigentümers als Obereigentum (dominium directum) bezeichnete. Das Bild des Lehnswesens und des Vasallentums ist in der Geschichtsschreibung oft überkreuzt und vermischt, meist aufgrund des Mangels an plausiblen Quellen.
Den Gegensatz zum Lehen bildete das vom Lehnsverband und bestimmten Veräußerungsbeschränkungen freie Eigentum, Allod oder Allodium, welches ungefähr dem heutigen Grundeigentum entsprach. Den Übergang vom Lehnsstaat zum freien bürgerlichen Eigentum mit umfassender Verfügungsgewalt des Eigentümers stellt im 19. Jahrhundert das allodifizierte Lehen dar, ein Lehen, bei dem das Obereigentum des Lehnsherrn – meist gegen Zahlung von Entschädigungen wie Allodifikationsrenten – wegfiel, das aber vom Vasallen als Lehen mit festgelegter agnatischer Erbfolge – einem Familienfideikommiss ähnelnd – nicht veräußert und nur an männliche Nachkommen vererbt werden konnte.
Es bestand auch die Möglichkeit eines Gesamtlehens, der gemeinschaftlichen Belehnung mehrerer Brüder oder Vettern. Belehnte waren dann im Recht, ihre Güter eigenständig aufzuteilen.

### Formen
Je nach regionaler Tradition und Lehnsherrschaft (weltlich bzw. kirchlich/klösterlich) bildeten sich zahlreiche unterschiedliche Lehensformen heraus. Die bekanntesten sind:

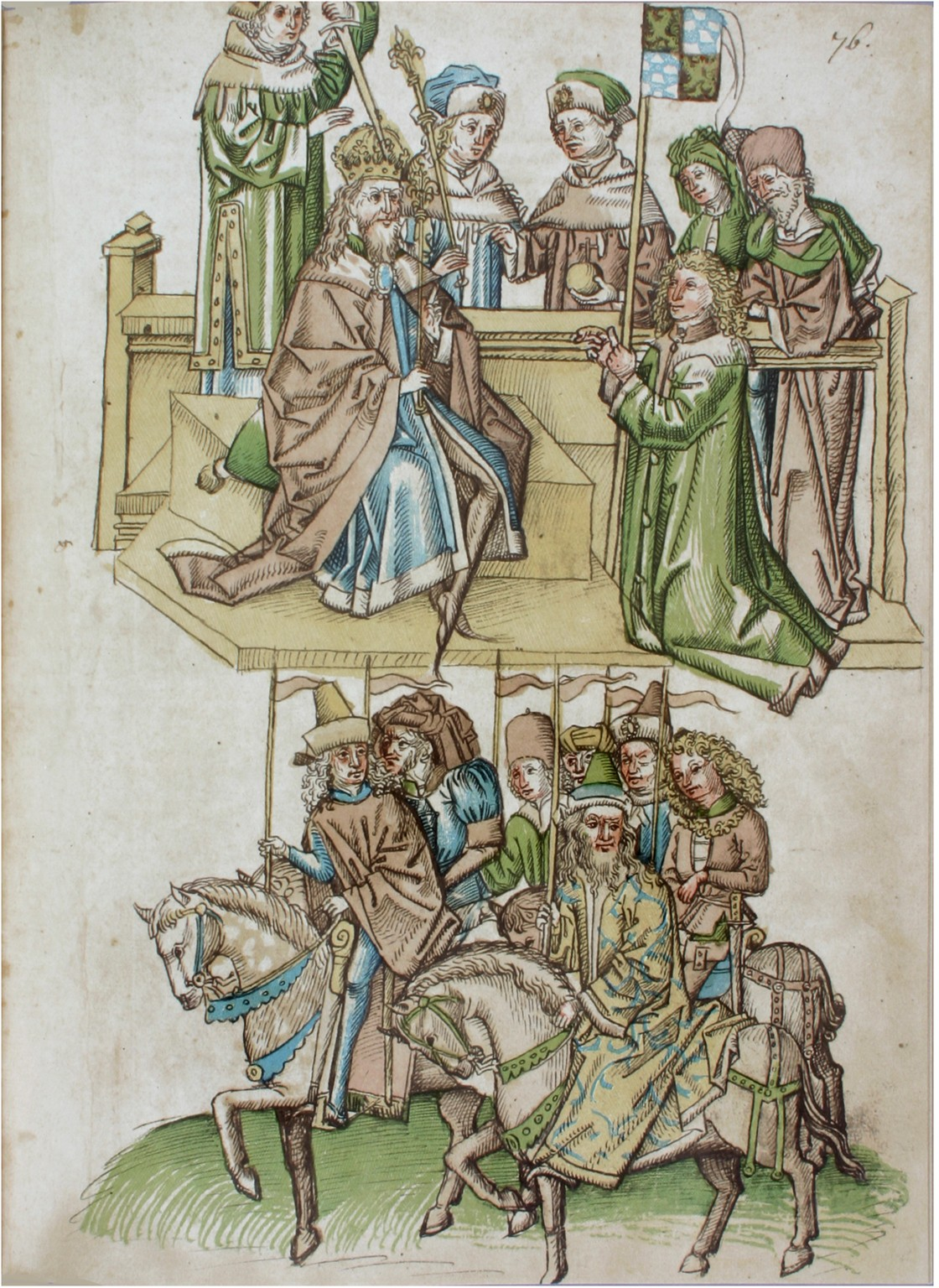
Darstellung in der Richental-Chronik (um 1464): König Sigismund belehnt den Kurfürsten Ludwig III. auf dem Konzil von Konstanz mit der Kurpfalz als Fahnlehen, symbolisiert durch die Fahne.

- Afterlehen: Bezeichnung für ein empfangenes Lehen, das der Empfänger (Aftervasall) ganz oder teilweise an einen anderen nachgeordneten Lehensnehmer, den Afterlehner, vergeben hat
- Altarlehen: Eine frühe Form der mittelalterlichen Stiftung mit dem Zweck, die jährlichen Einkünfte aus dem Eigentum einem bestimmten Geistlichen zuzuweisen
- Beutellehen: ursprüngliches Ritterlehen, das später an Bauern verliehen wurde
- Burglehn: ein Lehen als Entlohnung für den Dienst als Burgmann
- Erblehen: Die Erben des Lehensnehmers treten automatisch in dessen Rechte und Pflichten ein; Lehen werden erstmals erblich durch Verleihung eines Erbrechtsbriefes des Lehensherrn
- Fahn- oder Fahnenlehen: ein Lehen an einen weltlichen Fürsten, bei dem Fahnen das Lehen und die Pflicht zum Heerbann symbolisieren
- Fall- oder Schupflehen: Das Lehen erlischt mit dem Tod des Lehensnehmers, die Erben werden bildlich gesehen aus dem Vertrag geschupft (oberdeutsch/alemannisch für „schubsen“, „stoßen“)
- Freilehen, ein von Abgabepflichten und Dienstleistungspflichten entbundenes Lehen[16]
- Freistift: Das Lehen kann in Jahresfrist aufgekündigt werden
- Handlehen: auf befristete Zeit oder Lebenszeit des Lehensnehmers vergebenes Lehen (ursprünglich ein Lehen, bei welchem an die Stelle des förmlichen Lehnseides der Handschlag des Vasallen trat)
- Kloster- oder Stiftslehen: Lehnsherr war ein Kloster
- Kunkel- oder Weiberlehen (feudum femininum): Lehensnehmer ist eine Frau
- Mann- oder Mannslehen: Lehensnehmer ist ausschließlich der Mann
- Ligisches Lehnswesen: Unterbindung der Mehrfachvasallität durch eine stärkere Bindung des Lehnsmannes an den Lehnsherrn
- Reichslehen: ein vom König bzw. vom Kaiser aus der Reichsgutmasse verliehenes Lehen
- Rittermannslehen: Lehen, bei dem der Vasall zu Ritterdiensten verpflichtet ist
- Samtlehen: ein mehreren Personen infolge einer Mitbelehnung gleichzeitig an ebendemselben Gegenstand zustehendes Lehen
- Schildlehen: vergleichbar mit Fahnenlehen, der Lehensnehmer ist jedoch im Rang eines Grafen oder darunter
- Zepterlehen: Lehen an einen geistlichen Fürsten

## Historische Entwicklung
Das Lehnswesen entwickelte sich wohl nach dem Vorbild des römischen Klientelwesens aus der Beleihung mit Kirchengütern (Benefizialwesen) und dem germanischen Gefolgschaftswesen (Vasallität). Dafür musste der Lehnsempfänger dem Lehnsherrn persönliche Dienste leisten. Dazu gehörten z. B. das Halten des Steigbügels, die Begleitung bei festlichen Anlässen und der Dienst im Hofamt, etwa als Mundschenk bei der Festtafel. Beide verpflichteten sich zu gegenseitiger Treue: Der Lehnsherr zu „Schutz und Schirm“, der Lehnsempfänger zu „Rat und Hilfe“. Weiterhin waren Lehnsherr und Vasall einander zu gegenseitiger Achtung verpflichtet, d. h., auch der Lehnsherr durfte seinen Lehnsempfänger nicht schlagen, demütigen oder sich an seiner Frau oder Tochter vergreifen. Die Entwicklung des Lehnswesens ist jedoch in der neueren Forschung umstritten; ob es bereits im beginnenden Frühmittelalter entwickelt war, ist keineswegs sicher.
Ein wichtiges Element der Entwicklung dieser naturalwirtschaftlich fundierten Herrschaftsform war der Aufbau von Reiterheeren mit teilweise (bei den Sassaniden und Römern) bzw. vollständig dezentralisierter (bei den ostgermanischen Stämmen, zuletzt bei den Franken) Waffen- und Futterbeschaffung (Verreiterung).
Oberster Lehnsherr war der jeweilige oberste Landesherr, König oder Herzog, der Lehen an seine Fürsten vergab. Diese konnten wiederum Lehen an andere Adelige vergeben, die sich von ihnen belehnen lassen wollten und oft in der Adelshierarchie unter dem Lehnsgeber standen.
Das Lehnswesen beruhte im Wesentlichen auf zwei Komponenten:
Dingliches ElementDer Vasall hatte kein eigentliches oder volles Eigentum, sondern nur ein abgeleitetes, unter gewissen Voraussetzungen dem Rückfall unterworfenes, jedoch dingliches Besitz- und Nutzungsrecht an dem Lehen. Dafür war er dem Lehnsherrn regelmäßig zu gewissen Diensten verbunden.
Persönliches ElementLehnsherr und Vasall begründeten ein wechselseitiges, vorzugsweise kriegerisches Treueverhältnis.
Sichtbarer Ausdruck der Ergebenheitshandlung des Vasallen war das Einlegen der Hände in die des Herrn (Handgang – vergleichbar mit dem heutigen Handschlag, allerdings bringt der Handgang ein hierarchisches Verhältnis zum Ausdruck).

### Römisches Klientelwesen
In der Spätantike entwickelten sich aus dem römischen Patronat (Klientelverhältnis) und aus den Gentilbeziehungen der Völkerwanderungszeit (germanische Reiche auf römischem Boden) die Beziehung zwischen herrschenden Personen und Untergebenen auf einem herrschenden Konsens, der allgemein üblich und anerkannt war.
In der römischen Kultur war es üblich, dass ein Patron (ein reicher römischer Bürger) automatisch seine freigelassenen Sklaven weiterhin in einem Abhängigkeitsverhältnis behielt (Klientelverhältnis). Dieses besagte, dass die Klientel ihren Patron, wenn dieser es wünschte, im Kriegsfall zu begleiten und zu beschützen hatte, an Gerichtstagen diesen als lautstarke Partei zu begleiten sowie, wenn dieser im öffentlichen Leben stand, ihm als Assistenten zu dienen und ihn zu Repräsentationszwecken in die Öffentlichkeit zu begleiten hatte.
Hiergegen hatte der Patron seinen Klienten rechtliche und tatsächliche Unterstützung in allen Lebensbeziehungen zu gewährleisten. Auch ein römischer Bürger, Nichtrömer und sogar ganze Völker im römischen Reich konnten sich in ein Klientelverhältnis begeben.
In der Spätantike im ausgehenden römischen Reich verlagerte sich dieses Verhältnis zusehends auf den ländlichen Raum, weil die römische Nomenklatura ihre riesigen Latifundien als ihr Rückzugsgebiet und gleichzeitig als wirtschaftlich wichtigstes Standbein ansah, auf dem sie sogar vereinzelt eigene Gerichtsbarkeit und befestigte Gefängnisse unterhielt. Die Klientel wurden zu dieser Zeit meistens mit der Vergabe von Grund und Boden an den Patron gebunden.
In die Entwicklung des Lehnswesens dürfte auch das römische Kolonat eingeflossen sein, in dem ursprünglich freie Bürger bis zur Spätantike in einen halbfreien Status abgesunken waren.

### Entstehung der Lehnsabhängigkeit
Wann das Lehnswesen entstand, ist in der Forschung umstritten. Lange galt in der Geschichtswissenschaft als ausgemacht, dass es in der Zeit der Karolinger entstand, also im 8. und 9. Jahrhundert. Seit der breit angelegten Untersuchung der britischen Mediävistin Susan Reynolds im Jahr 1994 wird dagegen vermehrt angenommen, dass man erst für das 11. Jahrhundert von einem ausgebildeten Lehnswesen in West- und Mitteleuropa ausgehen kann. Der deutsche Historiker Steffen Patzold hält den Begriff grundsätzlich für irreführend. Seines Erachtens gab es eine Vielzahl von ganz unterschiedlichen Leihe-, Pacht-, Zins- und Kaufgeschäften, die nicht notwendig mit Klientel- und Abhängigkeitsverhältnissen verknüpft waren. Das einzige, das diese Verhältnisse gemeinsam hatten, sei ihre Beurteilung nach dem Lehnrecht gewesen, wie es oberitalienische Rechtsgelehrte im 11. Jahrhundert auszuformulieren begannen. Die hierarchische Systematik und soziale Abhängigkeit, die der Begriff suggeriere, habe sich erst im Laufe der Zeit entwickelt.
Im Lehen kamen jedenfalls verschiedene Rechtsinstitute zusammen, die bereits zur Zeit der Merowinger bestanden. Diese Institutionen waren:
- Die antrustiones – das war das engere Gefolge des Königs, sie zeichneten sich dadurch aus, dass für sie ein Vielfaches des üblichen Wergeldes gezahlt werden musste.
- Die Vasallität – Freie, die nicht mehr selbst für sich sorgen konnten, konnten sich in die Hand eines Mächtigeren kommendieren, erhielten dafür Schutz und Unterhalt und waren im Gegenzug zu Treue und Dienst verpflichtet. Ihren Status als Freie verloren sie durch die Kommendation nicht, das Königsgericht war weiter für sie zuständig. Die Kommendation geschah durch den sogenannten Handgang, das heißt, der künftige Vasall legte seine gefalteten Hände in die seines Herrn, welche dieser umschloss. Diese Geste macht das Verhältnis der beiden sehr deutlich.
- Das beneficium (Benefizialwesen) – namentlich die Kirche gab freiwillig einen Teil ihres Grundbesitzes gegen einen bestimmten Zins oder Dienst oder bloß gegen einen kleinen Scheinzins aus Wohltat (beneficium) zum Nießbrauch an andere her.[24]

Erst aus der Verbindung dieser Institutionen, und insbesondere als sich immer mehr Herren mit hoher sozialer Stellung kommendierten, entstand das Lehnswesen. Dabei blieb der Handgang, der zusammen mit dem Lehnseid später als Huldigung oder Lehnnahme bezeichnet wurde, bis ins 12. Jahrhundert der entscheidende rechtliche Akt. Erst mit der Verbreitung des Urkundenwesens wurde der Handgang vom Lehnseid, der sich viel besser schriftlich fixieren lässt, abgelöst.

### Gesetzgebung und Kodifikation
Da die Dienste des Lehnsmannes insbesondere Kriegsdienste umfassten, wurde das Lehnswesen in der fränkischen Monarchie jahrhundertelang die Grundlage der Heerverfassung und der sozialen Organisation im späteren Heiligen Römischen Reich (Personenverbandsstaat). Dabei nahm nicht nur der König Vasallen auf, sondern dieses Verfahren wurde bald von weltlichen und geistlichen Herrschern nachgeahmt. Nach und nach bildete sich dann gewohnheitsrechtlich der Grundsatz der Erblichkeit der Lehen und der Zulässigkeit des Weitervergebens in Afterlehen aus. Letztere wurden 1037 von dem salischen Kaiser Konrad II. mit der Constitutio de feudis gesetzlich für erblich erklärt. Damit wurden Lehen zur Lebensgrundlage für ganze Generationen einer Familie und der Landbesitz sowohl verstetigt als auch verrechtlicht. Im 12. Jahrhundert waren bereits alle Herzogtümer und Grafschaften als Lehen vergeben.
Die Quellen des deutschen Lehnrechts sind außerdem die Lehnrechtsbücher des Sachsenspiegels (um 1220) und des Schwabenspiegels (um 1275), das sogen. kleine Kaiserrecht, das Görlitzer Lehnrecht und vor allem das langobardische Lehnrecht, enthalten in den Libri Feudorum, einer aus den Gesetzen der Kaiser Konrad II., Lothar III. und Friedrich Barbarossa und aus der Praxis der Mailänder Kurie durch die Jurisprudenz in Pavia und Mailand von 1166 geschaffenen Kompilation. Dazu kamen seit der Mitte des 18. Jahrhunderts noch zahlreiche Partikulargesetze wie das Kursächsische Lehnsmandat von 1764, das Baierische Lehnsedict vom 7. Juli 1808 oder die Regelungen zum Lehnsrecht im Allgemeinen Landrecht für Preußen.

### Ablösung
In England wurde nach dem Bürgerkrieg (1642 bis 1649) die Monarchie und durch eine ausdrückliche Verordnung Karls II. von 1660 der Lehnsverband beseitigt. Mit Beschlüssen der Nationalversammlung vom 4. und 5. August 1789 wurden im Zuge der Französischen Revolution die adeligen Vorrechte abgeschafft, insbesondere die nur im Feudalrecht wurzelnden Lasten ohne Entschädigung aufgehoben, während für andere, die auf einer Verleihung beruhten und privatrechtlichen Ursprunges waren, die Ablösung angeordnet wurde.
In Deutschland war die Auflösung des Lehnsverbandes ein langer Prozess; in gesetzlicher Form erfolgte er unter anderem in der Rheinbundakte, im Reichsdeputationshauptschluss und in der Paulskirchenverfassung von 1849. Die lehnsherrlichen Befugnisse gingen 1806 vom Kaiser auf die neuen Souveräne über. Die Landesherrn wurden von Vasallen des Reichs zu unabhängigen Trägern der vollen Staatsgewalt in ihren Territorien. Eines der letzten Lehen wurde 1835 vergeben, als sich der gesundheitlich angeschlagene Graf Friedrich Wilhelm von Schlitz, genannt von Görtz, mit den Brunnen von Salzschlirf belehnen ließ und diese im Anschluss wieder auszuheben begann. Eine Aufhebung der Feudalrechte gelang mit der Deutschen Revolution von 1848/1849 im Bereich des Deutschen Bundes nicht vollständig. Feudale Strukturen im Bereich der Landwirtschaft wurden im Kaisertum Österreich, im Königreich Bayern und im Königreich Preußen (nur teilweise in den ostelbischen Gebieten) im Zuge der Revolution 1848 durch die Bauernbefreiung abgeschafft. In anderen Gebieten Deutschlands hielten sich grundherrschaftlich geprägte Verhältnisse allerdings noch viele Jahrzehnte in der zweiten Hälfte des 19. Jahrhunderts.
Bei seinem Inkrafttreten am 1. Januar 1900 ließ Art. 59 des Einführungsgesetzes zum Bürgerlichen Gesetzbuch (EGBGB) die landesgesetzlichen Vorschriften über Familienfideikommisse und Lehen, mit Einschluss der allodifizierten Lehen, sowie über Stammgüter unberührt. Erst mit Ausrufung der Republik 1918 gab es in den Ländern der neu gegründeten Weimarer Republik dann Bestrebungen, aufgrund Art. 109 der Weimarer Verfassung bestehende Familien- und Stammgüter einschließlich der Fideikommisse aufzuheben. Nach dem Reichserbhofgesetz vom 29. September 1939 waren die Bauern zwar Eigentümer ihrer Erbhöfe, konnten diese aber nicht frei vererben. Vielmehr ging der Erbhof kraft Gesetzes ungeteilt auf den Anerben über. Die starre Anerbenordnung bevorzugte die männliche Sippe.
Mit Art. 1 des Kontrollratsgesetzes Nr. 45 vom 25. Februar 1947 wurde das Reichserbhofgesetz aufgehoben, außerdem Art. 59 EGBGB, soweit er Grundeigentum als besondere Güterart nicht den allgemeinen Gesetzen unterstellte. Fideikommisse und ähnliche gebundene Vermögen, Erbpachtgüter, Lehnbauerngüter, Renten- und Ansiedlungsgüter wurden freies, den allgemeinen Gesetzen unterworfenes Grundeigentum.
In Art. 14 des Grundgesetzes von 1949 werden Eigentum und Erbrecht gewährleistet.
In Schottland wurden die Rechte und Pflichten von Lehnsherren und Lehnsnehmern (einschließlich jährlicher Zahlungen) erst mit dem Abolition of Feudal Tenure Act im Jahr 2000 abgeschafft.

## Wesentliche Grundsätze des Lehnsrechts im Heiligen Römischen Reich
Zu den wesentlichen Voraussetzungen (essentialia feudi) gehörten:
- ein lehnbarer Gegenstand,
- die aktive Lehnsfähigkeit des Herrn und die passive Lehnsfähigkeit des Vasallen und
- die Einräumung ausgedehntester Nutzungsrechte (Nutzeigentum) sowie die Begründung des wechselseitigen Verhältnisses der Lehnstreue (fidelitas feudalis).

### Lehnbare Gegenstände
Ursprünglich galten nur Liegenschaften als lehnbar, insbesondere einzelne Gebäude, aber auch sog. Kämmereidörfer. Im Allgemeinen wurde der Lehnsmann als Gegenleistung für seine Dienste mit Land oder Freihäusern ausgestattet. Es kam auch vor, dass er am Hof des Herrn Dienste versah und dort verpflegt wurde. Meist erhielten diese sogenannten servi non cassati aber ein Lehen, sobald eines frei wurde.
Später wurde der Begriff der objektiven Lehnsfähigkeit erweitert auf alle Gegenstände und Rechte, welche die Möglichkeit einer fortdauernden Nutzung gewährten, insbesondere staatliche Hoheitsrechte (Regallehn) und unkörperliche Sachen wie Ämter. Dazu zählten nicht nur die Erzämter des Reiches (verbunden mit der Kurfürstenwürde), die Erbämter am Königshof wie auch die zahlreichen Hofämter an den Fürsten-, Grafen- und Bischofshöfen, sondern auch Sonderaufgaben – auf diese Weise wurden etwa die von den Häusern Thurn und Taxis und Paar angebotenen Postdienste in Postlehen umgewandelt, für die Kaiserliche Reichspost sogar verbunden mit einem Sitz im Immerwährenden Reichstag.
Auch die reichsunmittelbaren Territorien des Reiches selbst (feuda regalia) wurden vom König, in feierlicher Zeremonie, durch Übergabe ihrer Wappenfahnen als Symbole für die Verpflichtung zur Heerfolge, daher als sogenannte Fahnlehen, an die Kurfürsten, Fürsten und Grafen vergeben bzw. als sogenannte Zepterlehen an die Erzbischöfe und Fürstbischöfe.
Es gab auch Lehen an kirchlichen Rechten, Kirchenlehen (Stiftslehen, feuda ecclesiastica) und Beleihungen mit den mit einem Altar verbundenen Stiftungen (feudum altaragli).
Auch regelmäßige Barzahlungen aus dem Kronschatz oder Gewinne aus bestimmten Zöllen konnten als Lehen vergeben werden, zum Beispiel als Belohnung oder Gegenleistung für Heeresdienste, politische Unterstützung oder sonstige Verdienste, aber auch beispielsweise das Zehntlehn, das ein Zehntrecht zum Gegenstand hatte, das Jagdlehn, das Wappenlehn oder das Gerichtslehn.

### Lehnsfähigkeit
Die Lehnsfähigkeit des Lehnsherrn (aktive Lehnsfähigkeit) setzte die Dispositionsbefugnis in Ansehung des Gegenstandes und die Fähigkeit zum Erwerb jener Rechte und zur Eingehung jener Verpflichtungen voraus, die durch das Lehnsverhältnis begründet werden. Aktiv lehnsfähig waren grundsätzlich nur die adeligen Landesherrn. Die passive Lehnsfähigkeit setzte die für den Gegenstand des Lehns erforderliche Erwerbsfähigkeit sowie die Fähigkeit, den aus der Lehnstreue entspringenden persönlichen Verpflichtungen nachzukommen, voraus. Absolut lehnsunfähig waren daher diejenigen, denen jene Erwerbsfähigkeit fehlte, außerdem Ehrlose. Nur relativ lehnsunfähig waren solche Personen, denen bloß die Fähigkeit zur Leistung der Lehnsdienste mangelte, auf die der Lehnsherr verzichten konnte, wie z. B. Gebrechliche, Frauen oder Unreife, bei Ritter- oder Helmlehen auch alle nicht ritterbürtigen Personen.
Wurde mit der Verleihung eines Wappens jedoch auch der Lehenartikel verliehen, so sicherte dies auch nicht ritterbürtigen Empfängern das Recht der Lehensfähigkeit zu.

### Lehnsverhältnis

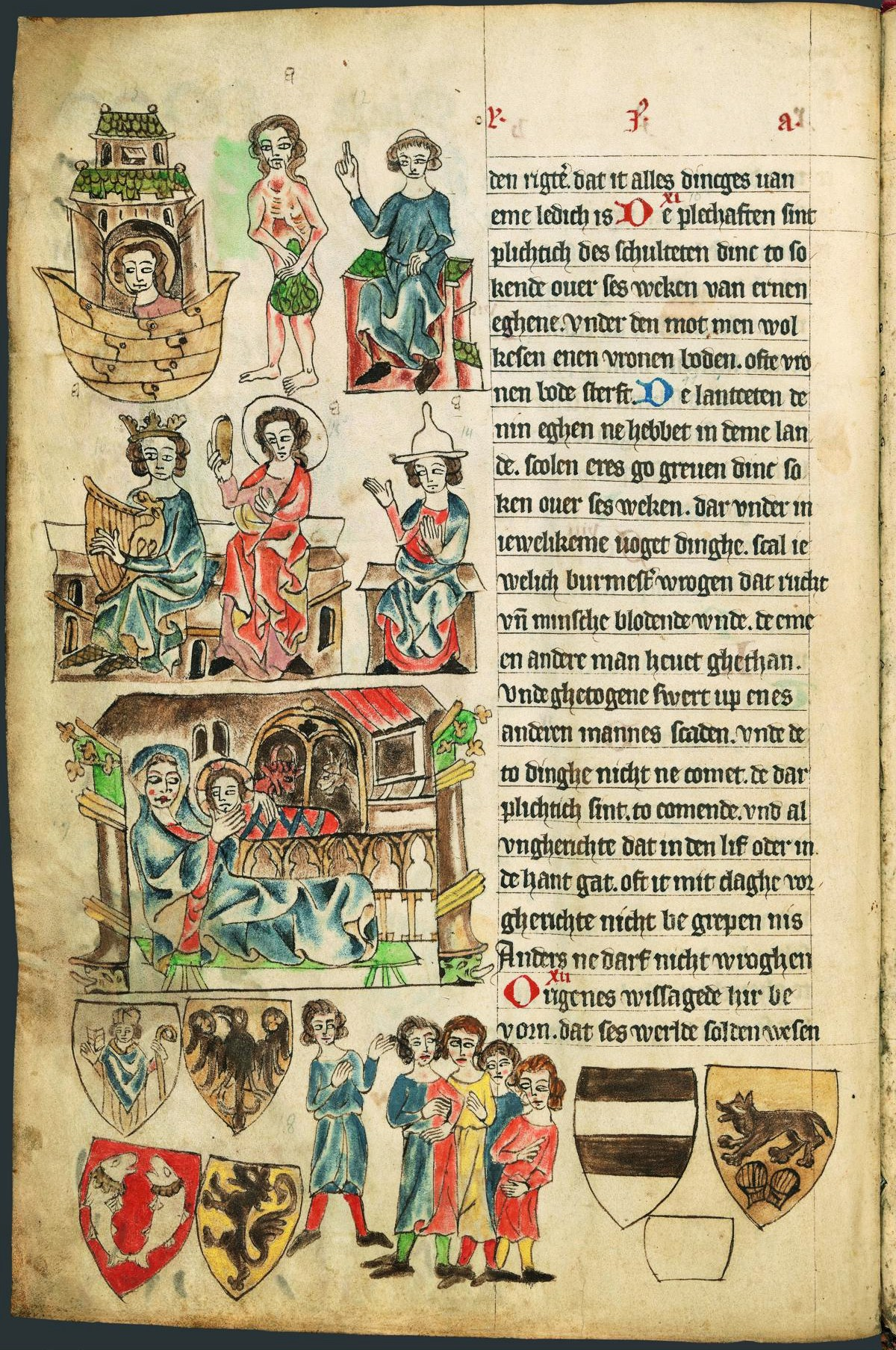
Heerschildordnung in der Oldenburger Bilderhandschrift des Sachsenspiegels

Als Abbild der Rechtsbeziehungen im Lehnsverhältnis wurde im 16. Jahrhundert die sogenannte Lehenspyramide entwickelt, die Lehnsherren und Vasallen in drei oder vier Hierarchieebenen ordnet. Der König gibt Land oder Ämter an Kronvasallen, diese geben sie weiter an Untervasallen und diese zur Bearbeitung an unfreie Bauern. Zwischen Bauern und Untervasallen gab es in der sog. Lehnspyramide keine lehnsrechtliche Beziehung.
Die soziale Rangfolge der Lehnspyramide entsprach der im Laufe des Mittelalters in Deutschland entstandenen Heerschildordnung, die sich im 13. Jahrhundert nach dem Rechtsbuch des Sachsenspiegels folgendermaßen gliederte:
- König
- Geistliche Fürsten
- Weltliche Fürsten
- Grafen und Freiherren
- Ministeriale (hier: Oberschicht der unfreien Dienstmannen)
- Männer der Ministerialen
- Ritterbürtige Mannen (Mittel- und Unterschicht der unfreien Dienstmannen, sie konnten nur Lehen annehmen, keines vergeben)

Lehensfähig waren anfangs nur Freie, die waffenfähig und im Vollbesitz ihrer Ehre waren. Nachdem auch obrigkeitliche Rechte, namentlich die Grafschaft und die Herzogswürde, zu Lehen gegeben werden konnten, bildete sich eine erbliche Zwischengewalt zwischen der Krone und der Masse der Bevölkerung heraus. Der sog. Lehnsadel bildete bis ins 13. Jahrhundert hinein die gesellschaftliche Oberschicht, die unter sich vielfältig sozial wie ökonomisch abgestuft war (Fürsten, Grafen, sog. Edelfreie). Später konnten auch unfreie, kleinere Ministerialen Lehen (sog. Inwärtseigen) tragen, die dann zahlreich den sogenannten Ritterstand bildeten. Diese neueren Lehen sind nicht mit dem älteren Dienstgut der Ministerialen zu verwechseln, das nach einem anderen Recht zur Verfügung gestellt wurde.
Der Lehnsdienst bestand vorwiegend aus Heerfahrt (Kriegsdienst) und Hoffahrt (die Anwesenheit der Vasallen am Hof, um mit Rat und Tat zur Seite zu stehen). Aus der Hoffahrt entwickelten sich später die Land- und Reichstage. Das Lehnsgut wurde dem Vasallen nur zur Nutzung überlassen, später wurde der Vasall auch Untereigentümer, der Lehnsherr hatte aber stets noch die Rechte an diesem Amt inne. Schließlich entwickelte sich später die Vererbbarkeit des Lehnsgutes, Eigentümer blieb aber trotzdem weiter der Lehnsherr. (Siehe auch: Wirtschaftliche Grundlagen des deutschen Adels.)

#### Begründung

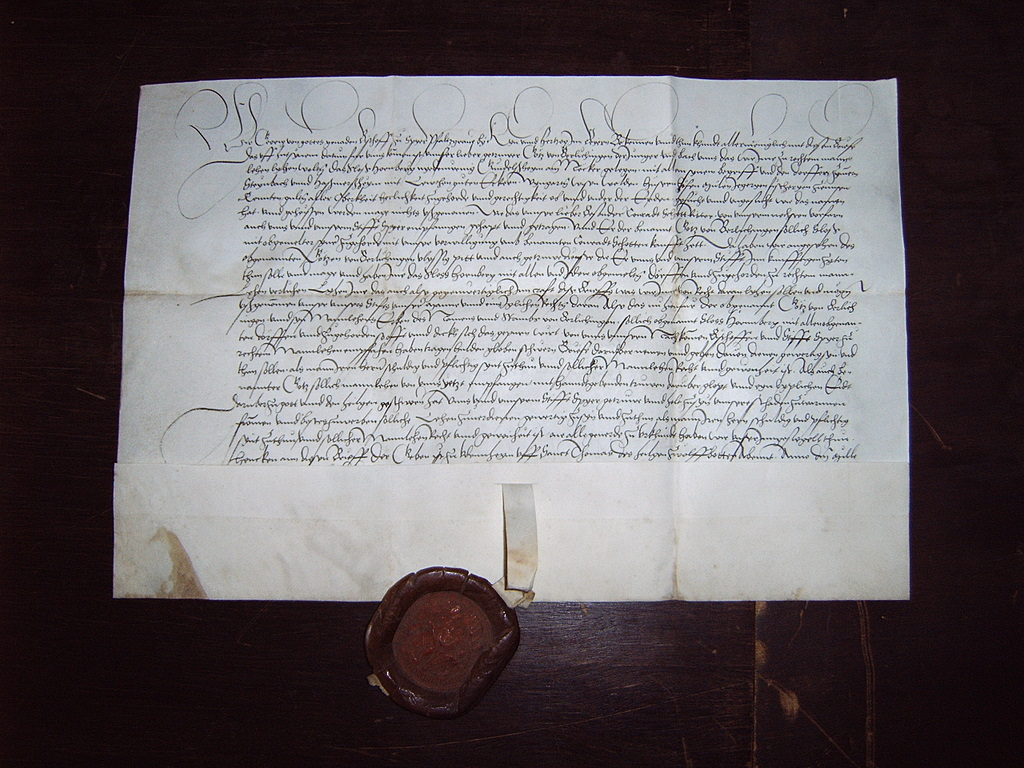
Urkunde zur Belehnung des Götz von Berlichingen mit Burg Hornberg

Die Begründung eines Lehens geschah in der Regel durch eine Investitur (constitutio feudi, infeudatio). In fränkischer Zeit geschah das durch den sogenannten Handgang, im Mittelpunkt: Der Lehnsmann legte seine gefalteten Hände in die Hände des Lehnsherrn, welche dieser umschloss. Damit begab er sich symbolisch in den Schutz seines neuen Herrn. Seit Ende des 9. Jahrhunderts wird dieser Akt durch einen Lehnseid ergänzt, der meist auf eine Reliquie geleistet wurde. Der Eid sollte nicht nur die Bindung der Partner herstellen, sondern betonen, dass der Lehnsmann seinen Status als Freier nicht verlor, denn nur Freie konnten sich durch Eid binden. Die ausgegebenen Lehn wurden im Lehnbuch verzeichnet.
Im 11. Jahrhundert gehörten zur Investitur die Huldigung (auch Lehnnahme oder homagium, heute Hommage) aus dem Handgang und einer Willenserklärung des Lehnsmanns. Eine Willenserklärung des Herrn konnte ebenfalls erfolgen, unterblieb aber oft. Anschließend folgte der Lehnseid und manchmal ein Kuss. Weil im Mittelalter zu einem Rechtsakt auch ein sichtbares Zeichen gehörte, wurde symbolisch ein Gegenstand übergeben, dies konnte ein Stab oder eine Fahne sein (sog. „Fahnenlehn“, bei weltlichen Fürsten), die geistlichen Reichsfürsten wurden vom König durch die Übergabe eines Zepters belehnt („Zepterlehen“). Mit zunehmender Schriftlichkeit wurde über die Beleihung auch eine Urkunde ausgestellt, die mit der Zeit immer detaillierter die Güter auflistete, die der Lehnsmann erhielt.

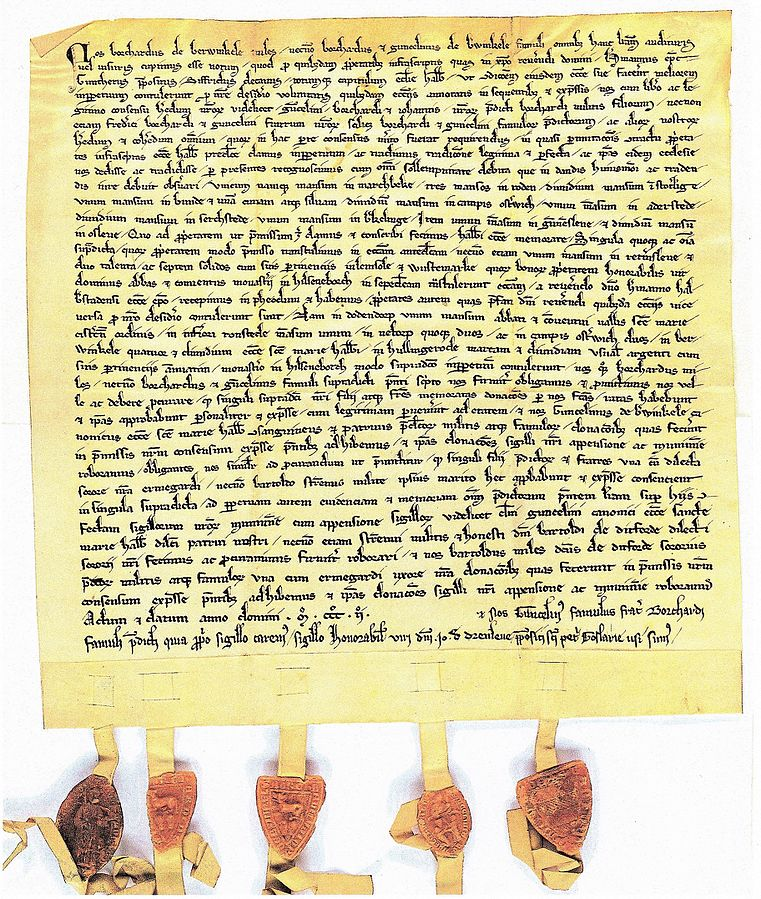
Lehnsbrief der Adelsfamilie von Berwinkel aus dem Jahre 1302

Das über die Investitur von dem Mannengericht (Lehnsgericht, Lehnshof, Lehnskurie), später der Lehnkanzlei aufzunehmende Protokoll heißt Lehnsprotokoll. Der Vasall kann die Ausstellung eines Lehnsbriefs verlangen, das heißt einer Urkunde, worin die Investitur samt ihren Bedingungen bezeugt wird. Die Urkunde, durch welche dem Vasallen die stattgehabte Beleihung vorläufig bescheinigt wird, heißt Lehns- oder Rekognitionsschein, diejenige, durch welche der Vasall dem Lehnsherrn die Beleihung und die Lehnspflicht bescheinigt, Lehnsrevers (Gegenbrief). Ein Lehnsinventar, das heißt eine Beschreibung des Lehnsguts mit seinen Pertinenzen, unterschrieben von dem Lehnsherrn resp. von dem Vasallen (Lehnsdinumerament), kann jeder von beiden von dem anderen verlangen. Lehnskontrakt (contractus feudalis) heißt der Vertrag, durch welchen eine Beleihung vereinbart und vorbereitet wird.
Im Spätmittelalter wurde für die Belehnung eine Gebühr verlangt, die man häufig auf den Jahresertrag des Lehnsgutes festsetzte.
Das Lehnsgut (Benefizium), das der Lehnsmann erhielt, konnte Eigentum des Lehnsherrn oder eines anderen Herrn sein. Manchmal verkaufte oder schenkte auch der Lehnsmann sein Eigentum dem Herrn und empfing es dann als Lehen zurück (oblatio feudi). Diese sog. Lehnsauftragung bestand darin, dass jemand, um sich unter den Schutz eines mächtigeren Lehnsherrn zu begeben, diesem sein Allod zu Eigentum übertrug, um es als Lehn zurückzuempfangen. Meist geschah dies in der Hoffnung, der Lehnsherr könnte das Land besser bei einem Streit im Felde oder vor Gericht verteidigen. Dieser kaufte oder nahm das Geschenk an, weil er damit die Absicht oder Hoffnung verband, z. B. bisher unverbundene Lehnsgüter zu verbinden und dadurch seinen Einflussbereich z. B. auf die Gerichtsbarkeit oder die Besetzung von Pfarrstellen zu mehren.

#### Ausgestaltung
Seit dem 11. Jahrhundert wurden die Pflichten des Vasallen meist mit auxilium et consilium (Hilfe und Rat) beschrieben. Dabei bezieht sich Hilfe meist auf den Kriegsdienst, den der Vasall zu leisten hatte. Diese konnte unbeschränkt sein, d. h., der Vasall musste den Herrn in jedem Krieg unterstützen, oder er wurde zeitlich, räumlich und nach der Menge der ausgehobenen Soldaten beschränkt. Mit dem Aufkommen der Söldnerheere wurde das Aufgebot der Vasallen weniger wichtig und ihr Dienst wurde immer häufiger in Dienste bei Hof und in der Verwaltung umgewandelt. Consilium bedeutete vor allem die Pflicht, zu Hoftagen zu erscheinen. Vasallen, deren Lehnsherr nicht der König war, nahmen an den Ratsversammlungen des Lehnsherren teil. Außerdem mussten sie im Namen des Lehnsherren über dessen Untertanen Recht sprechen.
Auch zu Geldzahlungen konnte der Vasall verpflichtet sein; insbesondere in England wurden die Kriegsleistungen in Geldleistungen verwandelt („adäriert“) und der englische König verwandte das Geld zur Finanzierung von Söldnern. Geldleistungen wurden auch in anderen Fällen verlangt, etwa um ein Lösegeld für den kriegsgefangenen Herrn zu zahlen, beim Ritterschlag des ältesten Sohnes, für die Mitgift der ältesten Tochter und für die Fahrt ins Heilige Land.
Der Lehnsherr konnte ferner vom Vasallen bei Verlust des Lehens die Lehnserneuerung (renovatio investiturae) fordern, und zwar sowohl bei Veränderungen in der Person des Lehnsherrn (Veränderungen in der herrschenden Hand, Herrenfall, Hauptfall, Thronfall) als auch bei Veränderungen in der Person des Vasallen (Veränderung in der dienenden Hand, Lehnsfall, Vasallenfall (Mannfall), Nebenfall). Ein Vasall als Nachfolger musste binnen Jahr und Tag (1 Jahr 6 Wochen 3 Tage) ein schriftliches Gesuch (Lehnsmutung) einreichen und um Erneuerung der Investitur bitten; doch konnte diese Frist auf Nachsuchen durch Verfügung des Lehnsherrn (Lehnsindult) verlängert werden.
Partikularrechtlich war der Vasall dabei, abgesehen von den Gebühren für die Wiederbelebung (Schreibschilling, Lehnstaxe), zuweilen auch zur Zahlung einer besonderen Abgabe (Laudemium, Weinkauf, Lehnsgeld, Lehnsware, Handlohn) verpflichtet. Endlich konnte der Lehnsherr bei einer Felonie des Vasallen das Lehen durch die so genannte Privationsklage einziehen, Verschlechterungen des Gutes nötigenfalls durch gerichtliche Maßregeln verhüten und dritten, unberechtigten Besitzern gegenüber das Eigentumsrecht jederzeit geltend machen.
Die Pflichten des Herrn waren dagegen weniger genau umschrieben, sie waren mit der Übergabe des Lehens weitgehend abgeleistet. Der Vasall hatte dem Lehnsherrn gegenüber ebenfalls den Anspruch auf Treue (Lehnsprotektion) und ein Bruch derselben zog für den Lehnsherrn den Verlust seines Obereigentums nach sich. Am Lehnsobjekt hatte der Vasall das nutzbare Eigentum. Der Herr musste seinen Vasallen darüber hinaus auch vor Gericht vertreten.

#### Auflösung
Ursprünglich war eine Lehnsbindung ein lebenslanges Treueverhältnis, das nur der Tod beenden konnte. Es war auch unvorstellbar, dass man mehreren Herren Lehnsdienst leistete. Tatsächlich entstand jedoch im späten 11./frühen 12. Jahrhundert die Mehrfachvasallität, welche die Treuepflicht des Lehnsmanns erheblich lockerte. Zudem konnte Lehnsgut nach und nach zu Eigengut erworben werden (Allodialisierung). Auch die damit einhergehende Möglichkeit, ein Lehen zu vererben, minderte die Eingriffsmöglichkeiten des Lehnsherrn und lockerte die persönliche Treuepflicht des Lehnsmanns. Verstieß der Lehnsherr gegen seine Schutz- und Fürsorgepflichten, konnte ihm der Lehnsnehmer unter bestimmten Umständen die Treue aufkündigen (diffidatio). Mit der Zeit nahm die Bedeutung des Lehnsgutes immer mehr zu, während die Treuepflicht immer mehr in den Hintergrund trat, und am Ende war ein Lehen einfach ein Landgut, für das der Erbe eine bestimmte Zeremonie durchführen musste.
Als Heimfall des Lehens (Lehnseröffnung, Apertur, Apertura feudi) wurde das Erlöschen der durch die lehnsrechtliche Investitur begründeten vasallitischen Rechte am Lehen bezeichnet, so dass sich das sogen. nutzbare Eigentum (dominium utile) des Vasallen mit dem Obereigentum (dominium directum) des Lehnsherrn in der Hand des letztern vereinigte.

## Heutige Familien, Haus- und Ortsnamen
Ein Nachhall des einstigen Lehnswesens findet sich in Familiennamen wie Lehner, Lechner oder Lehmann sowie in einer Vielzahl von Haus- und Ortsnamen, die noch heute den Begriff „Lehen“ im Namen führen, beispielsweise Lehen (Freiburg im Breisgau), Lehen (Stuttgart) oder Lehen (Gemeinde Oberndorf).